# Laissez faire
La frase «laissez faire, laissez passer» (pronunciado /lɛse fɛʁ lɛse pase/) es una expresión francesa que significa «dejen hacer, dejen pasar» refiriéndose a una completa libertad en la economía: libre mercado, libre manufactura, bajos o nulos impuestos, libre mercado laboral y mínima intervención de los gobiernos. Fue usada por primera vez por Vincent de Gournay, fisiócrata del siglo XVIII, contra el intervencionismo del gobierno en la economía. De forma completa, la frase es: «Laissez faire et laissez passer, le monde va de lui même»,en español: «Dejen hacer y dejen pasar, el mundo va solo».

## Historia

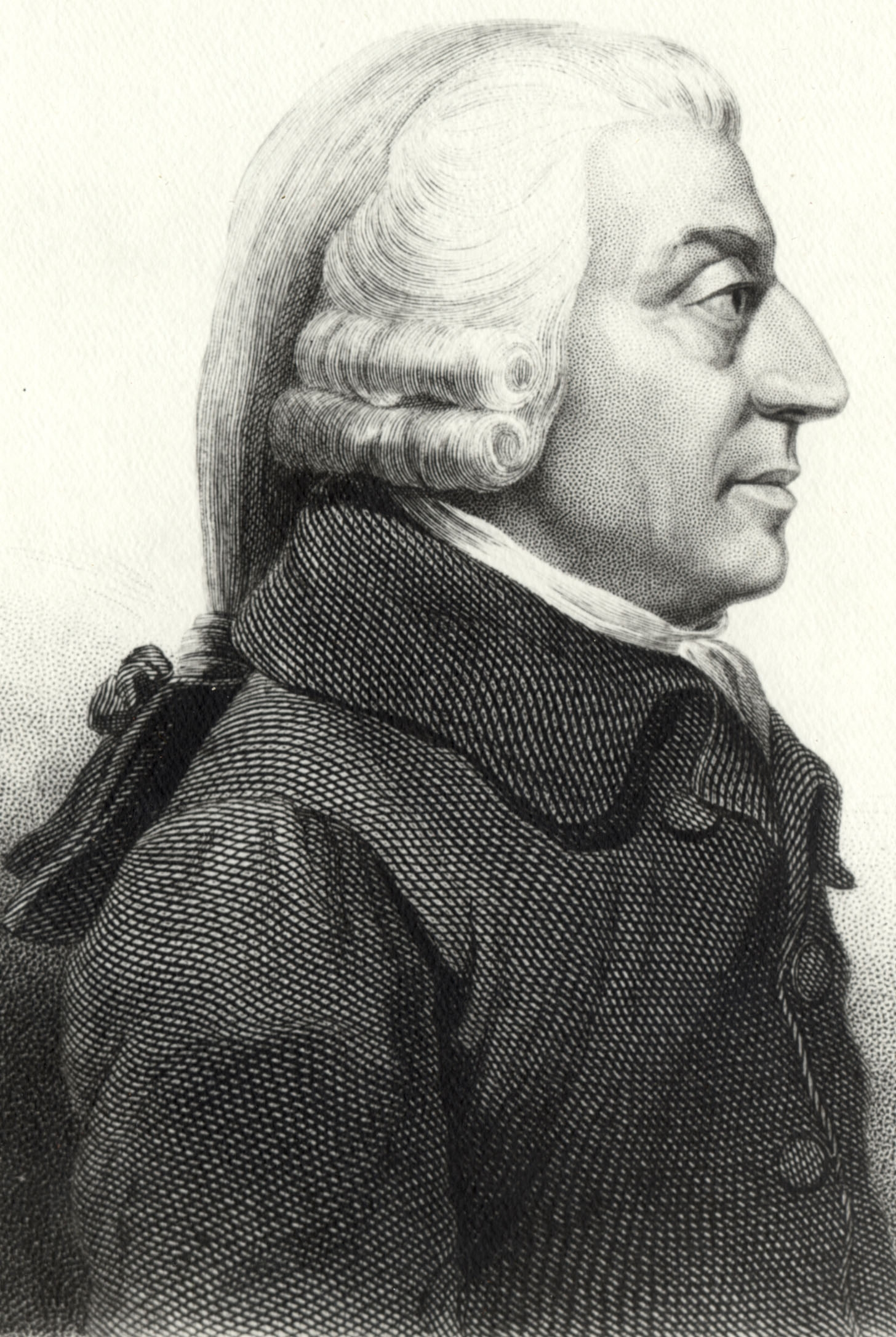
Adam Smith.

En la segunda mitad del siglo XVIII, al calor de la Revolución Industrial inglesa, Adam Smith desempeñó un papel muy importante en la popularización de las teorías económicas del laissez-faire, siendo considerado el padre de las teorías de libre mercado o librecambismo. Aunque existieron precursores de estas teorías por ejemplo en la Persia medieval como Al Ghazali y Al Tusi. Adam Smith comprendía este término como la «no intervención» del Estado en una vida económica, principalmente en el campo de la producción. También decía que el Estado era un mal administrador (porque no estaba interesado en una buena administración, debido a que no utiliza fondos propios). La idea principal de estas teorías era la no injerencia de los estados en asuntos económicos. Según Adam Smith, había una mano invisible que guiaba a la economía de mercado por la cual la suma de los egoísmos responsables repercutiría en beneficio de toda la sociedad y el desarrollo de la economía. Las regulaciones estatales, desde este punto de vista, resultaban poco deseables.
El laissez-faire, un producto del liberalismo económico frente al Antiguo Régimen, primero apareció la Escuela Fisiocrática Francesa que fue la que dejó su máxima «laissez faire, laissez passer» (dejar hacer, dejar pasar). Más adelante Adam Smith en su obra «La riqueza de las naciones» impuso la mirada de la no intervención en la economía por parte del Estado como una nueva forma de ver la actividad económica. Adam Smith veía la economía desde el naturalismo y el mercado como una parte orgánica de ese sistema. Smith vio el laissez-faire como un programa moral, y el mercado su instrumento para asegurar a los hombres los derechos de la ley natural. Por extensión, los mercados libres se convierten en un reflejo del sistema natural de la libertad. «Para Smith, el laissez-faire fue un programa para la abolición de las leyes que limitan el mercado, un programa para la restauración del orden y para la activación del crecimiento potencial».
En la Francia del siglo XVIII la expresión laissez faire era la fórmula mediante la cual los revolucionarios comprimían su programa. Su objetivo era el establecimiento de una economía de mercado sin obstáculos. Con el afán de alcanzar dicho fin abogaban por la abolición de todas las leyes que prevenían que gente más eficiente superara a competidores menos preparados.
Hoy día se utiliza como sinónimo de una versión radical del liberalismo económico, pero sin las regulaciones pro mercado promovidas por los liberales.

## Fundamentos
Siendo un sistema de pensamiento, el laissez-faire descansa en los siguientes axiomas:
1. El individuo es la unidad básica en la sociedad.
2. El individuo tiene un derecho natural a la libertad.
3. El orden físico de la naturaleza es un sistema armonioso y autorregulador.
4. Las corporaciones son criaturas del Estado y por lo tanto deben ser observadas de cerca por la ciudadanía debido a su propensión a interrumpir el orden espontáneo de Smith.[3]

Estos axiomas constituyen los elementos básicos del pensamiento del laissez-faire, aunque otro elemento básico y a menudo desatendido es que los mercados deben ser competitivos, una regla que los primeros defensores del laissez-faire siempre han enfatizado. Para maximizar la libertad y permitir que los mercados se autorregulen, los primeros defensores del laissez-faire propusieron un impuesto único, un impuesto sobre la renta de la tierra para reemplazar todos los impuestos que dañan el bienestar penalizando la producción.

## Etimología y uso
El término laissez-faire probablemente se originó en una reunión que tuvo lugar alrededor de 1681 entre el poderoso Contralor General de Finanzas francés Jean-Baptiste Colbert y un grupo de empresarios franceses encabezados por M. Le Gendre. Cuando el ansioso ministro mercantilista preguntó cómo el estado francés podría estar al servicio de los comerciantes y ayudar a promover su comercio, Le Gendre respondió simplemente: «Laissez-nous faire» («Déjelo a nosotros» o «Hagámoslo»); el verbo francés que no requiere un objeto.
La anécdota sobre la reunión Colbert-Le Gendre apareció en un artículo de 1751 en el Journal économique , escrito por el ministro francés y campeón del libre comercio René de Voyer, Marquis d'Argenson, también la primera aparición conocida del término impreso. El mismo Argenson había usado la frase anteriormente (1736) en sus propios diarios en un famoso estallido:

Laissez faire, telle devrait être la devise de toute puissance publique, depuis que le monde est civilisé [...]. Détestable principe que celui de ne vouloir grandir que par l'abaissement de nos voisins ! Il n'y a que la méchanceté et la malignité du cœur de satisfaites dans ce principe, et l'intérêt y est opposé. Laissez faire, morbleu ! Laissez-faire !

Soltar, que debería ser el lema de todo poder público, ya que el mundo estaba civilizado[...] [Es] un principio detestable de aquellos que quieren engrandecerse [a sí mismos] sino por la degradación de nuestros prójimos. Sólo hay corazones malvados y malignos [que están] satisfechos con este principio y [su] interés se opone. ¡Suéltalo, por el amor de Dios! ¡¡Déjalo ir!

Vincent de Gournay, un fisiócrata francés e intendente de comercio en la década de 1750, popularizó el término laissez-faire cuando supuestamente lo adoptó de los escritos de François Quesnay sobre China. Quesnay acuñó las frases laissez-faire y laissez-passer, siendo laissez-faire una traducción del término chino wu wei (無為). Gournay apoyó fervientemente la eliminación de las restricciones al comercio y la desregulación de la industria en Francia. Encantado con la anécdota de Colbert-Le Gendre, lo forjó en una máxima propia más amplia: «Laissez faire et laissez passer» («Dejar hacer y dejar pasar»). Su lema también ha sido identificado como el más largo «Laissez faire et laissez passer, le monde va de lui même!» («Dejar hacer y dejar pasar, ¡el mundo sigue solo!»). Aunque Gournay no dejó tratados escritos sobre sus ideas de política económica, tuvo una inmensa influencia personal en sus contemporáneos, en particular en sus compañeros fisiócratas, quienes atribuyen tanto el eslogan del laissez-faire como la doctrina a Gournay. 
Antes de d'Argenson o Gournay, PS de Boisguilbert había enunciado la frase «On laisse faire la nature» («Dejemos que la naturaleza siga su curso»). El mismo D'Argenson durante su vida fue más conocido por el lema similar, pero menos celebrado, «Pas trop gouverner» («Gobernar no demasiado»). 
Los fisiócratas proclamaron el laissez-faire en la Francia del siglo XVIII, colocándolo en el centro mismo de sus principios económicos y economistas famosos, empezando por Adam Smith, desarrollaron la idea. Es con los fisiócratas y la economía política clásica que el término laissez-faire se asocia ordinariamente. El libro Laissez Faire y el Estado General de Bienestar afirma: «Los fisiócratas, reaccionando contra las excesivas regulaciones mercantilistas de la Francia de su época, expresaron la creencia en un 'orden natural' o libertad bajo el cual los individuos, al perseguir sus intereses egoístas, contribuían al bien general. Dado que, en su opinión, este orden natural funcionó con éxito sin la ayuda del gobierno, aconsejaron al estado que se limitara a defender los derechos de propiedad privada y libertad individual, a eliminar todas las barreras artificiales al comercio y a abolir todas las leyes inútiles». 
La frase francesa laissez-faire ganó popularidad en los países de habla inglesa con la difusión de la literatura fisiocrática a fines del siglo XVIII Principios del comercio de 1774 de George Whatley (en coautoría con Benjamin Franklin) volvió a contar la anécdota de Colbert-LeGendre; esto puede marcar la primera aparición de la frase en una publicación en inglés. 
Herbert Spencer se opuso a una aplicación ligeramente diferente del laissez-faire, a «ese miserable laissez-faire» que conduce a la ruina de los hombres, diciendo: «Junto con ese miserable laissez-faire que observa con calma mientras los hombres se arruinan a sí mismos tratando de hacer cumplir ley sus reclamos equitativos, ¡hay actividad en proporcionarles, a costa de otros hombres, lectura de novelas gratis!».
Como producto de la Ilustración, el laissez-faire fue «concebido como la forma de liberar el potencial humano a través de la restauración de un sistema natural, un sistema libre de las restricciones del gobierno». En una línea similar, Adam Smith veía la economía como un sistema natural y el mercado como una parte orgánica de ese sistema. Smith vio el laissez-faire como un programa moral y el mercado como su instrumento para garantizar a los hombres los derechos de la ley natural. Por extensión, los mercados libres se convierten en un reflejo del sistema natural de libertad. Para Smith, laissez-faire era «un programa para la abolición de las leyes que restringen el mercado, un programa para la restauración del orden y para la activación del crecimiento potencial». 
Sin embargo, Smith y notables economistas clásicos como Thomas Malthus y David Ricardo no utilizaron la frase. Jeremy Bentham usó el término, pero probablemente era la referencia de James Mill a la máxima del laissez-faire (junto con el lema «Pas trop gouverner») en una entrada de 1824 para la Encyclopædia Britannica que realmente llevó el término a un uso más amplio en inglés. Con el advenimiento de la Ley de Cereales (fundada en 1838), el término recibió gran parte de su significado en inglés. 
Smith utilizó por primera vez la metáfora de una mano invisible en su libro Teoría de los sentimientos morales (1759) para describir los efectos no intencionales de la autoorganización económica a partir del interés económico propio.  Aunque no es la metáfora en sí, la idea que se esconde detrás de la mano invisible pertenece a Bernard de Mandeville y su Fábula de las abejas (1705). En economía política, esa idea y la doctrina del laissez-faire han estado estrechamente relacionadas durante mucho tiempo. Algunos han caracterizado la metáfora de la mano invisible como una metáfora del laissez-faire, aunque Smith nunca usó el término. En Third Millennium Capitalism (2000), Wyatt M. Rogers Jr. señala una tendencia en la que recientemente «políticos y economistas conservadores han elegido el término 'capitalismo de libre mercado' en lugar de laissez-faire».
Los anarquistas individualistas estadounidenses como Benjamin Tucker se veían a sí mismos como socialistas del laissez-faire económico e individualistas políticos mientras argumentaban que su «socialismo anarquista» o «anarquismo individual» era «manchesterismo consistente».